# Puščava Ryn
Puščava Ryn ali Puščava Ryn-Peski (kazaško Нарын құмы, Naryn-Qumy), je puščava v zahodnem Kazahstanu severno od Kaspijskega jezera in jugovzhodno od planote Volga. Meje puščave so zelo ohlapno določene. Nekateri zemljevidi prikazujejo puščavo skoraj v celoti v okviru Kaspijske depresije, ki se razteza skoraj do obale Kaspijskega jezera, drugi pa severno od depresije. Leži zahodno od reke Ural med 46 ° S in 49 ° S zemljepisne širine in 47 ° V do 52 ° V zemljepisne dolžine.
Temperature so lahko poleti zelo visoke od 45 do 48 ° C, pozimi pa se lahko spustijo tudi do -28 do -36 ° C.
Številna majhna mesta so raztresena po puščavi Ryn, gostota prebivalstva pa je od 1 do 15 ljudi na kvadratni kilometer. Ryn leži v polsušnem podnebnem pasu in letno prejme zelo malo padavin.
Močni vetrovi se ves čas širijo čez puščavo, zato je bila leta 2001 puščava Ryn določena za izvor prašne nevihte v Baltskem morju.. Študija prenosa prahu na dolge razdalje v baltske regije je z raziskavo prahu v Skandinaviji pokazala, da je na koncentracije aerosolov bolj vplivala puščava Ryn kot puščava Sahara v Afriki.